# Жълт цвят
Жълтото е основен цвят от бялата слънчева светлина, намиращ се между оранжевото и зеленото в небесната дъга, разпознаваем от човека предимно в слънцето и златото.

## Производни цветове
Жълтият е основен цвят в топлите тонове в изобразителното изкуство.
От жълтото се произвеждат цветове като зелено в съчетание със синьо и оранжево в съчетание с червено.